# César Farías
César Alejandro Farías, mais conhecido como César Farías (Cumaná, 7 de março de 1973), é um treinador de futebol venezuelano. Atualmente está sem clube. 
Não foi jogador profissional,  mas como treinador dirigiu as seguintes equipes: Nueva Cádiz, Zulianos, Trujillanos, Deportivo Táchira, Mineros de Guayana, Deportivo Anzoátegui. até chegar a Seleção Venezuelana, por onde foi designado pela federação local no dia 18 de dezembro de 2007, além de dirigir a seleção sub-20, entre 2008 e 2009.

## Títulos

### Treinador
Nueva Cádiz
- Segunda Divisão Venezuelana: 1998

 The Strongest
- Torneo Apertura: 2016

 Aucas
- Campeonato Equatoriano de Futebol: 2022

## Campanhas de destaque
Seleção da Venezuela
- Copa América: 4º lugar - 2011